# Война Кандагавы
«Война Кандагавы» (яп. 神田川淫乱戦争 Kandagawa Inran Sensō) — японский пинку-эйга 1983 года, снятый Киёси Куросавой, более известным в качестве режиссёра популярных фильмов ужасов.

## Сюжет
Юная Акико живёт в многоквартирном доме в районе Кандагава в Токио и использует телескоп, чтобы шпионить за своими соседями в перерывах между занятиями сексом со своим парнем Рё. Когда она обнаруживает кровосмесительные отношения между матерью и сыном, она решает вместе с Рё и подругой Масами спасти молодого человека из этого затруднительного положения и познакомить его со «здоровой сексуальной жизнью».

## В ролях
- Усаги Асо — Акико
- Макото Ёсино — Масами
- Хоэн Кишино — сын
- Миико Саваки — мать
- Тацуя Мори — Рё, парень Акико[4][5]
- Масаюки Суо — хозяин квартиры
- Киёси Куросава — рассказчик

## Восприятие
«Война Кандагавы» имеет явные отсылки на «Окно во двор» Альфреда Хичкока, пестрит изобретательными режиссёрскими приемами, игривыми манерами и шутливыми намеками на любимые западные фильмы Куросавы. Кинокритик и эксперт японского кино Джаспер Шарп предполагает, что студия была менее чем в восторге от результата, потому в дальнейшем режиссёр сменил свою жанровую направленность.
Томас и Юко Михара Вайссер высоко оценили «остроумные диалоги и очень симпатичных персонажей» и дали фильму оценку 3 звезды (из четырёх).

## Награды
- Pink Film Award
  - Топ 10 лучших фильмов года: 3-е место
  - Лучшая актриса: Усаги Асо